# Nadav Lapid
Nadav Lapid (Hebreeuws: נדב לפיד) (Tel Aviv, 8 april 1975) is een Israëlisch filmregisseur en scenarioschrijver.

## Biografie
Nadav Lapid werd in 1975 geboren in Tel Aviv en studeerde filosofie aan de universiteit van Tel Aviv, Franse literatuur in Parijs en "cinema" aan de Sam Spiegel Film School in Jeruzalem. Zijn eerste langspeelfilm Ha-shoter (2011) behaalde verschillende prijzen op internationale filmfestivals, onder andere de prijs van de jury op het internationaal filmfestival van Locarno en de Best Film Award en Bafici op het internationaal filmfestival van San Francisco. Zijn tweede film Haganenet, een Israëlisch-Franse coproductie, was de revelatie op de Semaine de la Critique in Cannes 2014 en behaalde een twintigtal internationale prijzen.
Nadav Lapid werd gekozen als jurylid voor de sectie Semaine de la critique op het filmfestival van Cannes 2016.

## Filmografie
- Lama? (kortfilm, 2015)
- Haganenet (The Kindergarten Teacher) (2014)
- Love Letters to Cinema (kortfilm, 2014)
- Footsteps in Jerusalem (documentaire, 2013)
- Ha-shoter (Policeman) (2011)
- Ha-Chavera Shell Emile (Emile's Girlfriend) (kortfilm, 2006)
- Kvish (kortfilm, 2005)
- Proyect Gvul (kortfilm, 2004)

## Prijzen en nominaties
De belangrijkste:
| Jaar | Prijs                                   | Categorie                              | Film      | Uitslag  |
| ---- | --------------------------------------- | -------------------------------------- | --------- | -------- |
| 2014 | Filmfestival van Jeruzalem              | The Israeli Film Critics Forum Prize   | Haganenet | Gewonnen |
| 2011 | Filmfestival van Jeruzalem              | The Gottlieb Award for Best Screenplay | Ha-shoter | Gewonnen |
| 2011 | Internationaal filmfestival van Locarno | Special Jury Prize                     | Ha-shoter | Gewonnen |